# Chedima purpurea
Chedima purpurea là một loài nhện trong họ Palpimanidae. Loài này được phát hiện ở Marocco.